# Uppalavaṇṇā
Uppalavanna (in pali Uppalavaṇṇā; in sanscrito Utpalavarṇā; Savatthi, ... – V secolo a.C.) è stata una delle due principali discepole del Buddha, insieme a Khemā.
Alla nascita le fu dato il nome Uppalavanna, che significa "colore di una ninfea blu", a causa del colore bluastro della sua pelle.
Secondo la tradizione theravada, Uppalavanna nacque figlia di un ricco mercante. A causa della sua bellezza, numerosi corteggiatori ricchi e potenti si recavano da suo padre per chiedere la sua mano. Invece di sposarsi, entrò in vita monastica sotto l'egida del Buddha come bhikkhuni (monaca). Secondo la tradizione mulasarvastivada, Uppalavanna ebbe una vita tumultuosa come moglie e cortigiana prima di convertirsi al buddismo e diventare una bhikkhuni.
Uppalavanna raggiunse l'illuminazione usando un kasina di fuoco come oggetto di meditazione meno di due settimane dopo la sua ordinazione. Dopo la sua illuminazione sviluppò la padronanza dell'iddhipada, o poteri spirituali, che portò il Buddha a dichiararla la sua discepola principale in materia di poteri psichici. La sua controparte maschile era Maha Moggallana.

## Fonti
La prima testimonianza conosciuta di Uppalavanna proviene da un'incisione in pietra del III secolo a.C., che la raffigura durante la discesa del Buddha a Sankassa dopo aver visitato sua madre nel Tavatimsa come descritto nella leggenda buddista.
Uppalavanna è menzionata in diversi antichi testi buddisti del canone pali, tra cui il Saṃyutta Nikāya, l'Aṅguttara Nikāya e le raccolte Therīgāthā e Apadāna all'interno del Khuddaka Nikaya, nonché alcuni primi testi mahayana come la Perfezione della saggezza in ottantamila versi e Trattato sulla grande perfezione della saggezza.
Lo studioso buddista Bhikkhu Bodhi osserva che, nonostante sia considerata una delle principali discepole del Buddha, i dettagli sulla vita di Uppalavanna nei testi e nei commentari buddisti sono piuttosto scarsi. Bhikkhu Bodhi sottolinea che nei testi buddisti c'è di più su una delle sue vite precedenti che sulla stessa bhikkhuni.

## Biografia

### Primi anni di vita e ordinazione
A Uppalavanna fu dato il suo nome (che significa «colore di una ninfea blu») perché era nata con una carnagione che era del colore di una ninfea blu, in accordo con un desiderio che si narra avesse espresso in una vita passata. Secondo la tradizione theravada, Uppalavanna nacque in una ricca famiglia di mercanti di Savatthi. Quando Uppalavanna crebbe, era conosciuta per la sua immensa bellezza, con diversi re e ricchi corteggiatori che andavano da suo padre per chiedere la sua mano. Non volendo deludere così tante persone e temendo un potenziale conflitto tra i vari corteggiatori ricchi e potenti, il padre suggerì a Uppalavanna di diventare una bhikkhuni, o monaca, sotto l'egida del Buddha. Essendo già incline alla vita santa, ella accettò con gioia e fu ordinata dal Buddha come monaca.
Secondo la tradizione mulasarvastivada, Uppalavanna sarebbe invece nata come figlia di un mercante a Taxila e sposò un uomo del posto. Uppalavanna in seguito scoprì che suo marito aveva una relazione con sua madre e lasciò lui e la loro figlia appena nata. Uppalavanna alla fine sposò un altro uomo, il quale prese una seconda moglie, che in seguito scoprì essere la figlia che aveva abbandonato. Sconvolta dalla scoperta, Uppalavanna lasciò tutto e diventò una cortigiana, prima di essere convertita da Maha Moggallana e diventare una monaca. La tradizione theravada tramanda una storia simile con protagonista Gangatiriya, il quale sarebbe stato abbandonato dalla madre e, una volta cresciuto, avrebbe inconsapevolmente sposato la stessa madre biologica e sua sorella. Gangatiriya divenne un monaco dopo la scioccante scoperta sulle sue mogli. Nella tradizione theravada Uppalavanna stessa racconta questa storia per riflettere sui danni dei desideri sensuali, senza connotazioni autobiografiche.

### Illuminazione
I testi buddisti riportano che Uppalavanna raggiunse l'illuminazione meno di due settimane dopo l'ordinazione come bhikkhuni. Poco dopo essere diventata monaca, fu il turno di Uppalavanna di preparare la sala delle osservanze. Mentre le altre monache erano fuori, accese una lampada e iniziò a spazzare la sala secondo i suoi doveri. Utilizzando il fuoco della lampada come kasina, ovvero oggetto di meditazione, entrò negli stadi più profondi di concentrazione ed divenne un'arahant pienamente illuminata entro la sera.

### Capo discepola
Dopo la sua illuminazione, Uppalavanna acquisì una padronanza degli iddhipada, o poteri spirituali, il che la rende superiore a qualsiasi altra monaca dell'epoca del Buddha. Per questo motivo, il Buddha la designò come la discepola più importante nel campo dei poteri psichici. Il Buddha elogiò Uppalavanna anche per le sue capacità di insegnamento e leadership, dichiarando lei e Khemā le sue principali discepole che le altre monache avrebbe dovuto prendere come modello. Uppalavanna e Khema condividono il titolo di discepoli principali con le loro controparti maschili, Maha Moggallana e Sariputta.

### Stupro

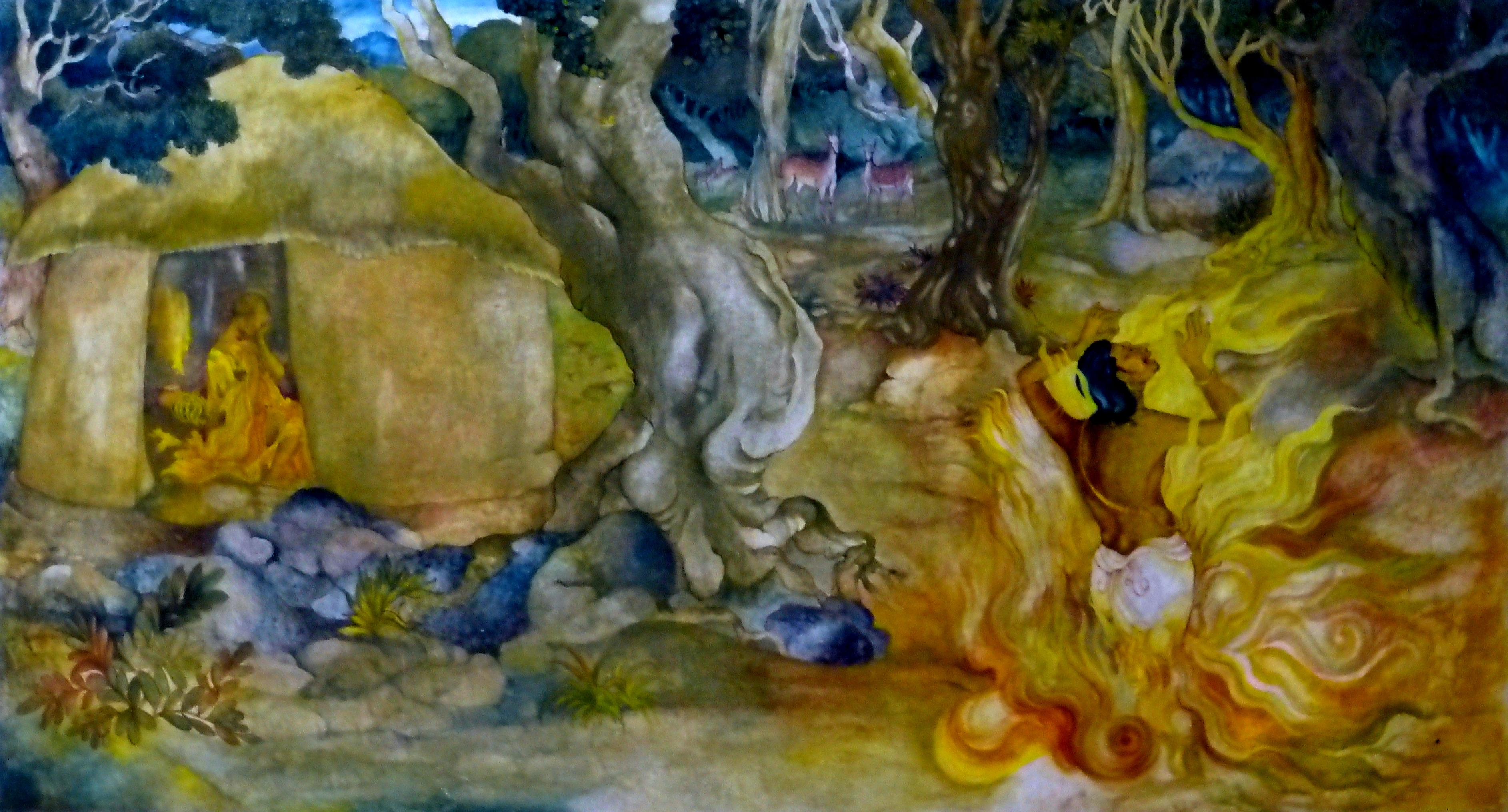
Un uomo viene inghiottito nellAvici dopo aver tentato di violentare Uppalavanna.

Secondo la tradizione theravada, un uomo, innamorato di Uppalavanna da prima della sua ordinazione, si nascose nella sua capanna e tentò di violentarla. Uppalavanna cercò di scappare usando i suoi poteri psichici, ma a causa di un karma malvagio che aveva commesso in una vita passata, i suoi poteri psichici diventarono improvvisamente inefficaci e lo stupro procedette. Lo stupratore venne quindi inghiottito dalla terra e cadde nell'Avici per la sua azione malvagia. In seguito all'incidente, il Buddha sancì che Uppalavanna non aveva infranto la regola monastica della castità poiché non era consenziente e creò una regola che proibisce alle monache di dimorare nella natura incontaminata come un modo per proteggersi da tali incidenti.
Le tradizioni buddiste dharmaguptaka e mulasarvastivada raccontano di un'altra monaca vittima di stupro al posto di Uppalavanna. In un racconto tibetano kangyur, la monaca vittima viene salvata invece dai poteri psichici di Uppalavanna.

### Miracolo del Cakkavatti
La dimostrazione più significativa dei poteri psichici di Uppalavanna fu un miracolo che operò quando si trasformò in un cakkavatti, o monarca universale, e creò un grande seguito per rendere omaggio al Buddha. I testi buddisti raccontano che si offrì di eseguire questa impresa durante il miracolo di Savatthi, ma il Buddha rifiutò e le disse di aspettare il momento giusto per eseguire l'impresa. Uppalavanna compì il miracolo quattro mesi dopo a Sankassa, quando il Buddha tornò sulla terra dopo aver trascorso il suo ritiro di pioggia nel paradiso di Tavatimsa.

### Incontro con Mara
Una volta, mentre Uppalavanna stava meditando da sola nel deserto, Mara tentò di interrompere la sua concentrazione. Mara apparve e le disse che avrebbe dovuto aver paura dei malintenzionati, in qualità di bellissima giovane donna da sola nel deserto. Essendo un'arahant illuminata, Uppalavanna vide al di là della farsa e descrisse le sue abilità psichiche, spiegando a Mara che era padrona della propria mente e non aveva nulla da temere. Deluso dalla sua incapacità di interrompere la sua concentrazione, Mara se ne andò.

## Vite precedenti
Nel credo buddista, quando un Buddha pienamente illuminato si manifesta nel mondo, ha sempre una serie di discepoli principali. Per l'attuale Buddha, Gautama, i suoi principali discepoli maschi erano Sariputta e Moggallana, mentre le sue principali discepole erano Khemā e Uppalavanna.
Secondo il canone pali, in una vita precedente Uppalavanna era nata donna al tempo del buddha Padumattara e lo vide dichiarare una delle sue monache al primo posto nell'ambito dei poteri psichici. Dopo aver ascoltato la dichiarazione, la donna decise di diventare la discepola più importante nel campo dei poteri psichici sotto un futuro Buddha e compì molte buone azioni per diverse vite nella speranza di diventarlo. Questo desiderio si sarebbe avverato al tempo di Gautama Buddha, quando rinacque come Uppalavanna.

## Impatto culturale
Uppalavanna condivide un ruolo complementare con la sua controparte maschile Maha Moggallana. La bhikkhuni americana Tathālokā Therī sottolinea che la storia dello stupro di Uppalavanna nella tradizione pali condivide un tema con Maha Moggallana, i cui poteri psichici diventano improvvisamente inefficaci in un'occasione a causa di un karma passato, che lo lascia incapace di fuggire e ucciso da un gruppo di banditi. L'antropologo Ranjini Obeyesekere osserva che delle due coppie di discepoli principali del Buddha, ciascuna coppia aveva un discepolo di pelle scura (Maha Moggallana e Uppalavanna) e un discepolo di pelle chiara (Sariputta e Khemā). Obeyesekere sostiene che questo abbinamento ha lo scopo di simboleggiare l'inclusività degli insegnamenti del Buddha, che il Dhamma è destinato a persone di tutte le etnie e tutte le classi.